# آخر الأصدقاء (مسلسل)
آخر الأصدقاء (باليابانية:ラスト·フレンズ)، هو مسلسل ياباني درامي صدر عام 2008، من بطولة الممثلة اليابانية ماسامي ناغاساوا. يتحدث المسلسل عن صداقة قوية تنشأ بين شابين في المدرسة الثانوية، يوكي، وشوتا، ويتابع المسلسل حياتهما كبالغين وما يحدث لهما من تحديات ومصاعب.
يعرض المسلسل العديد من المواضيع الحساسة والمعقدة مثل الاكتئاب، والانتحار، والعنف الأسري، والإدمان، ويتميز بأداء قوي من قبل الممثلين الرئيسيين، والممثلين المساعدين.
حظي المسلسل بشعبية واسعة في اليابان وخارجها، وحصل على عدة جوائز وترشيحات، وقد أثرى المسلسل النقاش حول المشكلات الاجتماعية الهامة في المجتمع الياباني. تم عرضه على قناة تلفزيون فوجي.

## الشخصيات
| الاسم   | الاسم الإنجليزي | الاسم الياباني | العمر | الجنس |
| ------- | --------------- | -------------- | ----- | ----- |
| ميتشيرو | Michiru         | ミチル         | 22    | أنثى. |
| روكا    | Roca            | ロカ           | 21    | أنثى. |
| تاكورا  | Takora          | 休憩           | 24    | ذكر.  |
| سوسوكي  | Sosoki          | 愛染           | 23    | ذكر.  |

## موسيقى
- الشارة: Prisoner Of Love (غناء: هيكارو أوتادا)

## روابط خارجية
- آخر الأصدقاء على موقع IMDb (الإنجليزية)
- آخر الأصدقاء على موقع ليتربوكسد (الإنجليزية)
- آخر الأصدقاء على موقع كينوبويسك (الروسية)
- آخر الأصدقاء على موقع قاعدة بيانات الفيلم (الإنجليزية)